# カーク・バプティスト
カーク・バプティスト (Kirk Baptiste、1963年6月20日 - 2022年3月24日)は、アメリカ合衆国の陸上競技選手。1984年ロサンゼルスオリンピックの男子200mでは自己新記録となる19秒96のタイムで銀メダルを獲得した。

## 主な実績
| 年   | 大会               | 場所                                 | 種目 | 結果 | 記録   |
| ---- | ------------------ | ------------------------------------ | ---- | ---- | ------ |
| 1984 | オリンピック       | ロサンゼルス（アメリカ合衆国）       | 200m | 2位  | 19秒96 |
| 1987 | 世界室内陸上選手権 | インディアナポリス（アメリカ合衆国） | 200m | 1位  | 20秒73 |